# Лозновская
Лозновская — станица в Цимлянском районе Ростовской области.
Входит в состав Лозновского сельского поселения.

## Этимология
Получила своё название по причине того, что в месте расположения станицы через реку Сухая Протока был брод — «лаз», через который зачастую крымские татары и черкесы посылали на правобережье Дона лазутчиков.

## Население
| 2010 |
| ---- |
| 526  |

## Улицы
| - ул. Донская, - ул. Ильменьская, - ул. Казачья, - ул. Лесная, - ул. Молодёжная, | - ул. Победы, - ул. Почтовая, - ул. Садовая, - ул. Степная, - ул. Центральная, | - пер. Вишневый, - пер. Малый, - пер. Мира, - пер. Цветочный, - пер. Школьный. |